# Barbara Helena Preissler
Pour les articles homonymes, voir Preissler et Preisler.
 (juillet 2021).
Si vous disposez d'ouvrages ou d'articles de référence ou si vous connaissez des sites web de qualité traitant du thème abordé ici, merci de compléter l'article en donnant les références utiles à sa vérifiabilité et en les liant à la section « Notes et références ».
Barbara Helena Preissler, ou Preisler, épouse Oeding (née le 12 juin 1707 à Nuremberg et morte en 1758 à Braunschweig), est une peintre allemande de miniatures, graveuse sur cuivre et créatrice d'objets en cire, ivoire et albâtre, ainsi qu'une poétesse.

## Biographie
Barbara Helena est la fille du peintre Johann Daniel Preisler, dont elle suit les cours.
En 1729, elle épouse le peintre Philipp Wilhelm Oeding (1697-1781), qui devient plus tard peintre à la Cour de Brunswick.
Elle réalise des gravures sur cuivre avec notamment diverses vues topographiques, ainsi que des objets en cire, ivoire et albâtre.
En tant que poétesse, elle est membre de l'Ordre des fleurs de Pegnese (ou Pegnitz), fondé en 1644 à Nuremberg par le poète Georg Philipp Harsdörffer, et ce sous le nom de la fleur Iluna (Alantwurz en allemand).